# Електрическо напрежение
Вижте пояснителната страница за други значения на Напрежение.
Електрическото напрежение ({\displaystyle U}) е физична величина, характеризираща изменението на потенциалната енергия на единица електрически заряд. Електрическото напрежение предизвиква протичането на електрически ток. От закона на Ом следва, че токът е пропорционален на напрежението. Между две точки възниква електрическо напрежение само ако те имат различни потенциали: {\displaystyle U=\Delta \varphi =\varphi _{2}-\varphi _{1}}.

## Мерна единица
Единицата за електрическо напрежение в международната система единици SI се нарича волт и се бележи с V.
Химичните реакции между веществата в една батерия преобразуват химичната енергия в електрична и натрупват между полюсите разноименни заряди. Тези заряди действат чрез електрични сили на свободните електрони в жичката на лампата, вследствие на което протича ток и лампата започва да свети.
Мярка за енергията, преобразувана от един източник в електроенергия при преминаване през него на заряд един кулон, е величината електрическо напрежение: U =W/q. 
По-голямото напрежение на източника означава и по-големи електрични сили, действащи на свободните електрони в проводящата среда. Това обаче невинаги означава, че се пренася много голяма мощност до консуматорите, тъй като са възможни големи падове на напрежението под товар.
В теоретичната електротехника е въведено понятието идеален източник на напрежение. Това улеснява изчисляването на електрически вериги, като се пренебрегват някои процеси.